# 茨城県立竜ヶ崎第二高等学校

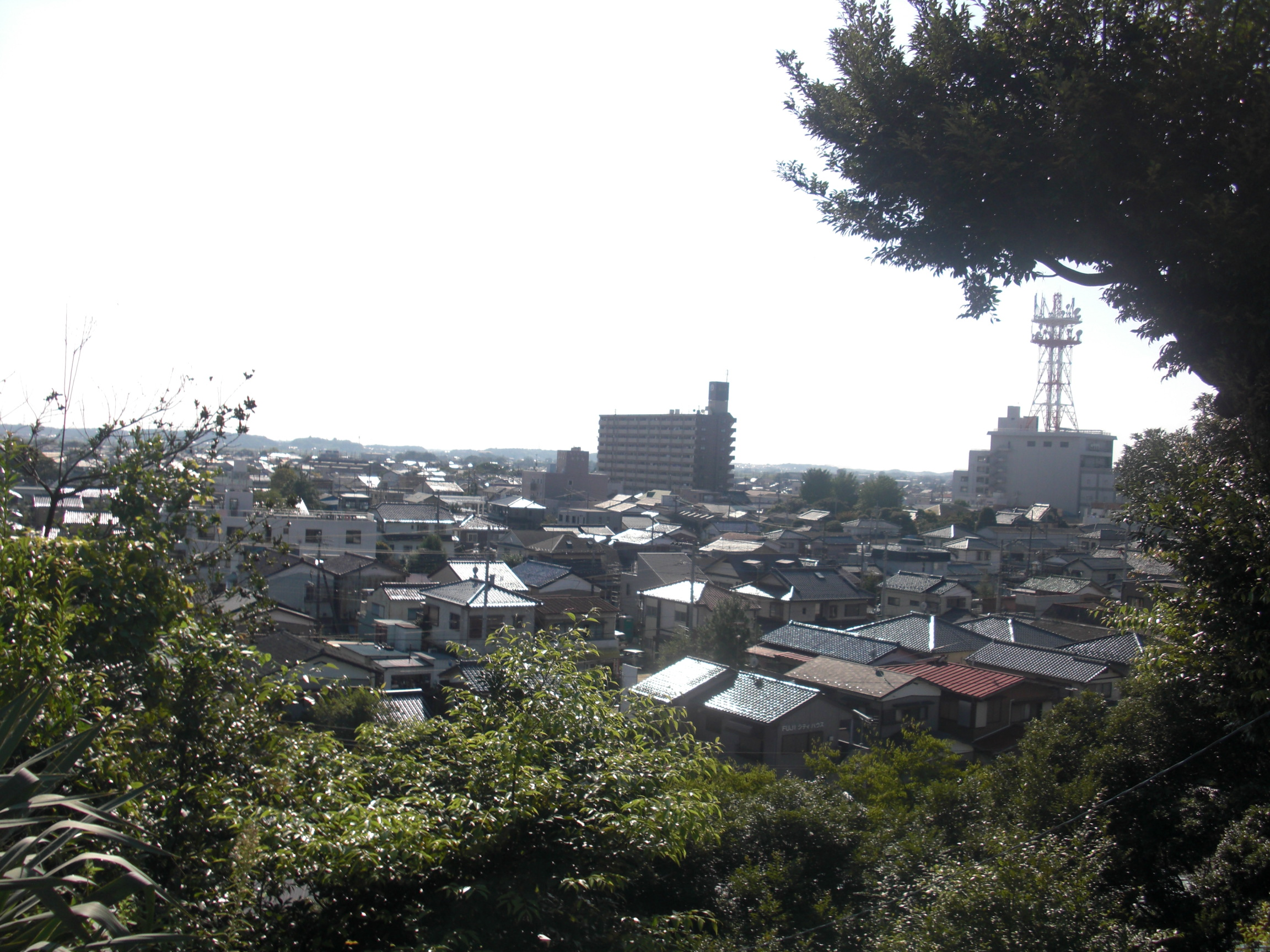
竜ヶ崎二高から見た龍ケ崎市街

茨城県立竜ヶ崎第二高等学校（いばらきけんりつりゅうがさきだいにこうとうがっこう）は茨城県龍ケ崎市にある同県立の高等学校である。龍ヶ崎城跡がある龍ヶ峯という高台にある。

## 歴史
- 1916年（大正5年）龍ヶ崎町立龍ヶ崎女子技芸学校として創立。
- 1923年（大正12年）茨城県に移管され、茨城県立龍ヶ崎実科高等女学校と改称。
- 1926年（大正15年）茨城県立龍ヶ崎高等女学校と改称。
- 1948年（昭和23年）学制改革により、茨城県立龍ヶ崎女子高等学校と改称。
- 1949年（昭和24年）茨城県立龍ヶ崎第二高等学校と改称。普通科、商業科、家政科が設置される。
- 2004年（平成16年）商業科をビジネスマネジメント科と情報コミュニケーション科に、家政科を人間文化科に改編。

## 教育組織
- 普通科
- 商業に関する学科 - 2年次よりビジネスマネジメント科と情報コミュニケーション科に分かれる。
- 人間文化科

## 著名な出身者
- 藤好麻希 - 元バレーボール選手
- 庭田清美 - トライアスリート
- 杉山加代子 - 元バレーボール選手